# Alena (Aztekoraphidia) australis
Alena (Aztekoraphidia) australis is een kameelhalsvliegensoort uit de familie van de Raphidiidae. De soort komt voor in Mexico.
Alena (Aztekoraphidia) australis werd voor het eerst wetenschappelijk beschreven door Banks in 1895.